# Eaton Estates
Eaton Estates é um lugar designado pelo censo localizado no condado de Lorain no estado estadounidense de Ohio. No Censo de 2010 tinha uma população de 1.222 habitantes e uma densidade populacional de 541,07 pessoas por km².

## Geografia
Eaton Estates encontra-se localizado nas coordenadas 41° 18′ 18″ N, 82° 00′ 49″ O. Segundo a Departamento do Censo dos Estados Unidos, Eaton Estates tem uma superfície total de 2.26 km², da qual 2.25 km² correspondem a terra firme e (0.34%) 0.01 km² é água.

## Demografia
Segundo o censo de 2010, tinha 1.222 habitantes residindo em Eaton Estates. A densidade populacional era de 541,07 hab./km². Dos 1.222 habitantes, Eaton Estates estava composto pelo 96.56% brancos, o 0.74% eram afroamericanos, o 0.49% eram amerindios, o 0.25% eram asiáticos, o 0% eram insulares do Pacífico, o 0.33% eram de outras raças e o 1.64% pertenciam a duas ou mais raças. Do total da população o 2.05% eram hispanos ou latinos de qualquer raça.

## Localidades na vizinhança
O diagrama seguinte representa as localidades num raio de 12 km ao redor de Eaton Estates.